# CIST
Le CIST ou Cavigal Sofball International Trophy est un tournoi de softball féminin et masculin.

## Présentation
Le CIST est le plus grand tournoi sénior organisé en France, il est organisé chaque année depuis 1988 par le Cavigal Nice sport durant le weekend de Pâques; il est reconnu dans toute l'Europe softballistique tant par la valeur de ses équipes participantes que par la qualité de l'organisation.

## Historique
Crée en 1988 sous l'appellation DYNAMIC INTERNATIONAL SOFTBALL TROPHY le Tournoi devient dès 1989 le Trophée Gerland Softball International.
Premier tournoi français à présenter un plateau de huit équipes, à faire jouer autant de matchs sur 2 terrains, à adopter une formule aussi spectaculaire laissant le suspense intact jusqu'au bout.
Premier tournoi à inviter des équipes d'aussi haut niveau que celles qui remportèrent les éditions précédentes, premier tournoi à attirer une équipe américaine qui remporta la compétition en 90,le trophée Gerland s'est fait une réputation de dureté, de beauté et de sérieux.
Le CIST est le 1er tournoi français par la qualité des équipes invitées, par le nombre de matchs joués, par l\'intensité de la compétition.
Le CIST a réuni par le passé des équipes venant de France, Italie, Espagne, Tchécoslovaquie, Pays-Bas, États-Unis, Canada, et mérite donc son caractère international.
De plus en 2008 le tournoi comprendra aussi un tournoi masculin, ce qui fait de l'édition de 2008 le plus grand tournoi de Softball de France.

## Édition 2010
L'édition 2010 sera composé d'un tournoi Féminin et Masculin

## Édition 2009
L'édition 2009 a été une édition complètement féminine.

## Édition 2008
L'édition 2008 a vu s'affronter les équipes:
en féminin
1. Cavigal de Nice (1er)
2. Thiais (4e)
3. Une Sélection  Anglaise (3e)
4. PV Prava (2e)

en masculin
1. Cavigal de Nice (4e)
2. Pessac (champion de France en titre) (2e)
3. Pv Prava (République Tchèque) (1er)
4. Contes (vice-champion de France en titre) (3e)

## Palmarès
Année	Rang
2006 	CAVIGAL (Nice - France)
BCF (Paris - France)
PODOLI (Prague - Rep. Tchèque)
Équipe de France junior (CREPS - France)
SAINT-PRIEST (France)
2005 	GROUPE FRANCE (France)
BCF (Paris - France)
LANGHIRANO (Italie)
CAVIGAL (Nice - France)
2004 	CAVIGAL (Nice - France)
SAN REMO (Italie)
SAINT-PRIEST (France)
GROUPE FRANCE (France)
2003 	PODOLI (Prague - République tchèque)
CAVIGAL (Nice - France)
LYON (France)
GROUPE FRANCE (France)
2002 	PV (Prague - République tchèque)
PODOLI (Prague - Rep. Tchèque)
LYON (France)
CAVIGAL (Nice - France)
2001 	CAVIGAL (Nice - France)
PODOLI (Prague - Rep. Tchèque)
NEW STAR (Avigliana - Italie)
SAN REMO (Italie)
2000 	BOLLATE (Italie)
CAVIGAL (Nice - France)
NUORO (Italie)
PODOLI (Prague - Rep. Tchèque)
1999 	METEORS (Prague - République tchèque)
CHEMIE (Praha - Rep. Tchèque)
CAVIGAL (Nice - France)
PODOLI (Prague - Rep. Tchèque)
1998 	UTRECHT (Pays-Bas)
CAVIGAL (Nice - France)
NEW STAR (Avigliana - Italie)
BOLLATE (Italie)
1997 	CARROUSEL (Moscou - Russie)
SQUIREL (Bologne - Italie)
A.G.S. (Malnate - Italie)
CAVIGAL (Nice - France)
1996 	CAVIGAL (Nice - France)
SQUIREL (Bologne - Italie)
SNOOPY (Massa - Italie)
BOVES SC (Italie)
1992 	SPIRIT (Chicago - États-Unis)
CAVIGAL (Nice - France)
HAARLEM (Pays-Bas)
A.S. Softball (Schio - Italie)
1991 	CUS COOPSETTE (Gênes - Italie)
Equipe Nationale Junior (République tchèque)
HAZENBERG DUCKS BOXTEL (Pays-Bas)
COMPRI ALUMINIUM (Zwindrecht - Pays-Bas)
1990 	COUGARS (Chicago - États-Unis)
RUN 71 (Oldenzaal - Pays-Bas)
CAVIGAL (Nice - France)
BRASSCHAAT (Belgique)
1989 	RUN 71 (Oldenzaal - Pays-Bas)
S.C. SARONNO (Italie)
TEX TOWN TIGERS (Enschede - Pays-Bas)
CAVIGAL (Nice - France)
1988 	ALL STARS (Heerlen - Pays-Bas)
JEKA (Breda - Pays-Bas)
BOLZANO (Italie)
CAVIGAL (Nice - France)